# Sylvio Hoffmann
Sylvio Hoffmann Mazzi (Rio de Janeiro, 15 de maio de 1908 — São Paulo, 15 de novembro de 1991), foi um futebolista brasileiro que atuava como defensor.
Atuou pela Seleção Brasileira, na Copa do Mundo de 1934.

## Carreira
Iniciou sua carreira no Vasco da Gama, em 1925.
Após saída do clube carioca, o atleta defendeu o Fluminense, São Cristóvão, Santos, São Paulo e Botafogo, além do Peñarol, do Uruguai.
Atuou em uma partida válida pela Copa do Mundo de 1934, na derrota do Brasil para a Espanha nas oitavas-de-final por 3–1.

## Títulos
Botafogo
- Campeonato Carioca: 1935[2]

Peñarol-URU
- Campeonato Uruguaio: 1933[2]